# Johanna Lind
Johanna Karin Lind Clausén (Åtvidaberg, 13 de octubre de 1971) es una modelo y conductora de televisión sueca. 
Fue coronada Miss Suecia 1993 y representó a su nación en Miss Universo 1993. Durante Miss Suecia, Lind logró ganarle a Victoria Silvstedt, que se clasificó en el segundo lugar y que luego se volvió muy popular como playmate de Playboy.
Johanna Lind estudió economía en Linköping, y también trabajó como masajista y esteticista.
Durante su reinado como Miss Suecia, Lind estuvo particularmente presente en los medios de comunicación suecos, sobre todo por su participación en los preparativos de la celebración del centenario de Mae West, que se conmemoraba ese mismo año.
Después del año de su mandato, en calidad de Miss Suecia, Johanna Lind se mudó a Nueva York para intentar una carrera de modelo internacional. De vuelta a Suecia, Johanna Lind trabajó como celebridad en televisión y como modelo, apareciendo en varias campañas promocionales, entre ellas la de Olay.